# James Gang
Pour les articles homonymes, voir James Gang (homonymie).
Le James Gang est un groupe américain de rock formé à Cleveland, dans l'Ohio en 1966. James Gang a eu deux succès avec les chansons Funk # 49 (en) et Walk Away (en).
Le groupe subit divers changements de formations  jusqu'à ce qu'il enregistre son premier album en tant que trio composé de Joe Walsh (guitares, chant), Tom Kriss (basse) et Jim Fox (en) (batterie). Dale Peters a remplacé Tom Kriss à la basse pour les deuxième et troisième albums du groupe. En 1972, Joe Walsh quitte pour poursuivre une carrière solo et rejoindra plus tard les Eagles. Le groupe a continué avec plusieurs autres guitaristes et chanteurs  pour remplacer Joe Walsh dont Domenic Troiano (futur Guess Who) et Tommy Bolin que l'on retrouvera brièvement au sein de Deep Purple, mais n'a pas réussi à produire une chanson à succès au cours des six albums studio supplémentaires.

## Historique

### Premières années
Le batteur Jim Fox a joué pour la première fois avec le groupe de la région de Cleveland, The Outsiders, mais l’a quitté en 1965 pour aller à l’université. Après leur premier succès national, Time Wont Let Me en 1966, Fox retourne temporairement jouer avec eux après que leur batteur a été remercié. Après les avoir quittés pour retourner aux études, Fox, profondément influencé par le son de groupes britanniques tels que les Beatles, les Who et les Yardbirds, crée en 1966 son propre groupe et fait équipe avec son ami guitariste Ronnie Silverman, le bassiste Tom Kriss et le claviériste Phil Giallombardo.
La première formation de James Gang comprenait donc le batteur Jim Fox, Tom Kriss (basse), Ronnie Silverman (guitare), Phil Giallombardo (voix, claviers). Après avoir auditionné quelque vingt-cinq candidats pour le poste de guitariste soliste, le groupe arrête son choix sur Greg Grandillo, qui a joué avec un autre groupe populaire de Cleveland, Rainbow Canyon. Il est bientôt remplacé par Dennis Chandler, auquel succéde John « Mouse » Michalski qui, avec  le groupe Count Five, venait de jouir d'un succès national avec le single Psychotic Reaction.
Peu de temps après, Fox est invité à auditionner un groupe de neuf musiciens rhythm and blues en cours de formation. Fox a d'abord décliné l'offre, mais a changé d'avis lorsqu'il a appris que la légende de la guitare locale, Glenn Schwartz, qui venait de quitter l'armée, devait être présent. Après avoir entendu Schwartz jouer et avoir entendu dire que deux de ses influences étaient le Spencer Davis Group et Jeff Beck, Fox est impressionné et invite Schwartz à rejoindre le groupe James Gang. Cependant, Michalski n'est pas aussi enthousiasmé par le jeu de Glenn et quitte le groupe immédiatement. Ronnie Silverman part également pour entrer dans l'armée. Bill Jeric joue ensuite aux côtés de Schwartz. Aucune de ces premières formations du groupe n’a jamais réalisé d’enregistrements.
Vers la période de Noël de 1967, Schwartz, réformé de l'armée, rompt avec sa femme, décide de quitter le groupe et de déménager en Californie, où il forme le groupe Pacific Gas & Electric.
Quelques jours plus tard, peu après la nouvelle année 1968, un ami de Schwartz, Joe Walsh (du groupe The Measles), demande à Fox de faire un essai en tant que remplaçant de Glenn. Walsh est accepté et le groupe continue à cinq pendant un court laps de temps jusqu'à ce que Giallombardo, qui était encore au lycée à ce moment-là, ne le quitte. Jeric et Walsh ont travaillé ensemble sur des parties de guitare, mais au printemps de 1968, Jeric a fini par partir également. Il a été remplacé par Ronnie Silverman, de retour des forces armées.
Le dimanche 9 juin 1968, le groupe donne un concert à la Grande Ballroom de Détroit en première partie pour Cream. À la dernière minute, Silverman a informé les autres qu'il ne les rejoindrait pas au spectacle. Le groupe, qui avait désespérément besoin d’argent, monte sur scène en trio. Ils ont aimé leur son en trio et ont décidé de rester comme ça.
En 1968, le groupe signe avec le manager Mark Barger, qui dirigeait la carrière d’un autre groupe de l’Ohio, The Lemon Pipers, qui venait de frapper un franc succès avec Green Tambourine. Barger met le Gang en contact avec le producteur d’ABC Records Bill Szymczyk, qui les fait signer à la nouvelle filiale d’ABC de Bluesway Records en janvier 1969.
En mars 1969, le groupe, composé à présent de Fox, Kriss et Walsh et produit par Szymczyk, publie son premier album, Yer' Album.
Plus tard en 1969, Szymczyk fut coordinateur musical du film Zachariah (sorti en 1971) de George Englund, adapté du roman Siddhartha de l'écrivain Hermann Hesse. Szymczyk a fait en sorte que le groupe apparaisse dans le film, avec deux chansons de James Gang, Laguna Salada et Country Fever, également utilisées. Pour l'enregistrement de ces deux chansons, le chanteur Kenny Weiss, un ami de Fox, a été invité à chanter afin de permettre à Joe Walsh de se concentrer sur son jeu de guitare. Cependant, Weiss était déjà parti lorsque le groupe est arrivé au Mexique pour filmer leurs scènes dans le film. Laguna Salada et Country Fever sont réapparus plus tard sous forme de titres bonus sur la réédition de The James Gang Greatest Hits en 2000.
En novembre 1969, le bassiste Tom Kriss a quitté le groupe lorsqu'on a diagnostiqué à son père George un cancer des poumons, peut-être dû à ses années chez Alcoa et son exposition à divers agents cancérigènes industriels impliqués dans la production d'aluminium. Kriss a été remplacé par Dale Peters, qui appartenait à un autre groupe appelé Case of E.T. Hooley.
En 1969, Roger Abramson se rend au JB's, un petit club situé à la ville de Kent dans l'Ohio et conseille à Belkin Productions de créer une division de gestion avec le James Gang et le groupe Silk, composé du guitariste Michael Stanley.

### Années 1970
En juillet 1970, le groupe publie son deuxième album, James Gang Rides Again, qui inclut le populaire single Funk # 49.
Au printemps 1970, Belkin Productions organise la première partie pour The Who pour six dates lors d'une tournée américaine et leur guitariste Peter Townshend en est tellement impressionné qu'il l'invite à participer à leur tournée d'automne au Royaume-Uni. Townshend et Joe Walsh ont alors commencé une longue amitié, Pete confie au magazine Rolling Stone que Joe Walsh était le meilleur guitariste américain. En janvier 1971, ils apparaissaient à l'émission Top of the Pops au Royaume-Uni.
En juillet 1971, le groupe était de retour en tournée en Europe. Pendant leur apogée, le groupe a également partagé la scène avec des artistes tels que : Grand Funk Railroad, les Kinks, Humble Pie, Three Dog Night, Led Zeppelin et bien d'autres.
Mais après deux autres albums, Thirds de 1971 et l'album live James Gang Live in Concert, plus tard dans la même année, Walsh, fatigué de la pression de faire la part du lion de l'écriture et du chant et d'être le seul instrument mélodique du groupe quitte en décembre 1971. Il s'installe dans les montagnes du Colorado et forme finalement Barnstorm.
Peters et Fox ont continué avec le chanteur Roy Kenner et le guitariste Domenic Troiano (tous deux ex-membres du groupe canadien Bush) pour deux albums, Straight Shooter et Passin' Thru, tous deux sortis en 1972. Mais dans des interviews récentes, Fox n'espérait pas travailler musicalement avec Troiano, alors ce dernier quitte le groupe en 1973 et rejoint ensuite The Guess Who.
Troiano a été remplacé par le futur guitariste de Deep Purple, Tommy Bolin, après que Joe Walsh l’ait appelé pour le recommander au groupe. Bolin a rejoint le James Gang en août 1973 et est apparu sur deux albums, Bang! et Miami, qui ont vu le groupe passer d’ABC Records au label Atco d’Atlantic Records.
Au cours de l’enregistrement de l'album Miami en 1974, Kenner se heurta à des problèmes juridiques après une descente de drogue et n’était pas initialement disponible pour l’enregistrement. D'autres chanteurs auraient été auditionnés, mais Kenner a finalement pu revenir pour terminer l'album. Après la sortie du disque, Bolin, désillusionné, décida soudain de partir. Il partit travailler avec Dr John et Alphonse Mouzon et tenta de former un autre groupe avec le futur claviéreste de Crosby, Stills & Nash, Mike Finnigan, avant d'accepter l'offre de Deep Purple en 1975. Il apparut sur l'album Come Taste the Band, puis après que le groupe se soit séparé, forma son propre groupe, Tommy Bolin Band avec l'ex-Santana Michael Walden à la batterie. Il décéda le 4 décembre 1976 à 25 ans, des suites d'une surdose d'héroïne, au Newport Hotel de Miami en Floride.
Après le départ de Bolin, Kenner est également licencié et le groupe se rend en Angleterre pour chercher un nouveau guitariste. Jimmy McCulloch (ex-Thunderclap Newman) a exprimé son intérêt pour l’adhésion mais était sous contrat avec Paul McCartney et son groupe Wings. Les membres de James Gang sont alors repartis abattus.
Au début de 1975, Fox et Peters décidèrent d'essayer à nouveau avec une nouvelle formation incluant les vieux amis de Fox, le chanteur Bubba Keith, qui jouait à Los Angeles avec un groupe appelé Uncle Tom et le guitariste Richard Shack qui avait déjà joué dans le groupe Case de ET Hoolie avec Peters. Cette formation enregistra l'album Newborn, qui présentait une reprise du classique d'Elvis Presley, Heartbreak Hotel.
Le groupe a publié un dernier album, Jesse Come Home, en février 1976, qui comprenait le retour du premier membre Phil Giallombardo, qui a rejoint le nouveau guitariste/chanteur Bob Webb (qui, comme Joe Walsh, avait joué dans le groupe The Measles).
En fin de compte, aucune des formations post-Walsh n’a atteint le niveau de succès rencontré à son apogée du début des années 1970. Le batteur Fox était le dernier membre du groupe original lorsque James Gang s'est finalement dissous au début de 1977.

### Des années plus tard
Dans une interview de Chris Welch en 1998, Fox parlait des dernières années du groupe et de sa rupture : « C’était devenu une quête pour remplacer Joe Walsh. Nous voulions essayer d'autres musiciens et faire un album ou deux, mais ce n’était pas ce que nous voulions et nous passions à autre chose dans l’espoir de retrouver l’ancien esprit. Certains des albums étaient bons mais nous cherchions toujours à trouver ce que nous avions avec Joe et je ne pense pas que nous aurions pu y arriver. Donc, après tous ces changements, Dale et moi avons juste parlé un jour et avons dit: « Assez, c'est assez ». C'est à ce moment-là que nous avons décidé de laisser tomber. Je n'ai jamais aspiré à créer un autre groupe. Au lieu de cela, j'ai décidé de prendre six mois de vacances et voir ce qui allait se passer. Si John Lennon appelait, je verrais à ce sujet. C’était mon attitude. Je ne cherchais pas à redémarrer. »
Après la rupture du James Gang, Fox a été associé pendant un certain temps à la société de gestion Belkin, qui a géré les affaires d'artistes tels que Michael Stanley Band, Wild Cherry et Donnie Iris. Bubba Keith joua en Angleterre avec Dan & John Ford Coley et fut ensuite le chanteur principal de Point Blank, tandis que Bob Webb jouait dans le groupe de Jay Ferguson.
La formation « classique » du groupe, composée de Walsh, Peters et Fox, s'est réunie pour la première fois en juillet 1991 au Nautica Pavilion de Cleveland lorsque Fox et Peters sont montés sur scène lors d'un concert de Walsh pour jouer trois chansons. Le trio s'est ensuite réuni à nouveau pour se produire lors d'une manifestation électorale pour le président Bill Clinton au Centre de convocation de l'Université d'État de Cleveland le 4 novembre 1996. Ils ont également participé à l'émission Drew Carey Show de la saison 1998-1999 et au Rock and Roll Hall of Fame et au Allen Theatre à Cleveland pour trois spectacles en février 2001, rejoints par le claviériste Mark Avsec (ex-Wild Cherry et Donnie Iris & the Cruisers). Et à l'été 2005, le groupe a effectué une autre poignée de spectacles (rejoints par Avsec) dans la région de Cleveland. 
En mai 2004, Glenn Schwartz jouait de la guitare et chantait les jeudis soirs au Major Hooples à The Flats Cleveland. Et à partir de 2014, Schwartz a continué à se produire au Beachland Ballroom à Cleveland. Schwartz est décédé le 3 novembre 2018 à l'âge de 77 ans.
En avril 2006, il a été annoncé que les membres du groupe, Joe Walsh, Dale Peters et Jim Fox se rendraient aux États-Unis plus tard cet été avec le claviériste Bill Appleberry et les chanteurs Gia Ciambetti, Robbyn Kirmsse et Stacy Michelle. Au cours de cette tournée estivale, le groupe a joué en août sur la radio satellite Sirius pour The Howard Stern Show.
En mars 2012, ultimateclassicrock.com indiquait que Walsh se trouvait dans les studios d'enregistrement de Lava Room de la région de Cleveland avec Fox et Peters, travaillant sur de nouveaux enregistrements de leur célèbre groupe James Gang, avec la contribution de leurs amis de longue date, Joe Vitale et Michael Stanley. Depuis ce temps, cependant, on n'en a plus entendu parler, probablement en raison du calendrier chargé de Joe que lui impose les Eagles.
Le 25 juin 2019, le New York Times Magazine a classé James Gang parmi des centaines d'artistes dont le matériel aurait été détruit lors de l'incendie de 2008 aux Studios Universal.

## Membres du groupe

### Composition finale
Membres principaux
- Joe Walsh - Chant, guitares, percussions, claviers (1968-1971, 1991, 1996, 1998, 2001, 2005, 2006)
- Dale Peters - Basse, percussions, voix (1969-1977, 1991, 1996, 1998, 2001, 2005, 2006)
- Jim Fox - Batterie (1966-1977, 1991, 1996, 1998, 2001, 2005, 2006)

Anciens membres
- Greg Grandillo - guitare (1966)
- Ronnie Silverman - guitare (1966-1967, 1968)
- Dennis Chandler - guitare (1966)
- John « Mouse » Michalski - guitare (1966)
- Glenn Schwartz - guitare (1966-1967)
- Bill Jeric - guitare (1967-1968)
- Tom Kriss - basse, percussions, voix (1966-1969)
- Phil Giallombardo - claviers, voix (1966-1968, 1976-1977)
- Kenny Weiss - voix (1969)
- Domenic Troiano - guitares, chœurs (1971-1973)
- Roy Kenner - voix, harmonica, percussions (1971-1974)
- Tommy Bolin - guitares, synthétiseur, voix (1973-1974)
- Richard Shack - guitares, voix (1975-1976)
- Bubba Keith - guitares, voix (1975-1976)
- Bob Webb - guitares, voix (1976-1977)

Musiciens en tournée
- Mark Avsec - claviers (2001, 2005)
- Bill Appleberry - claviers, synthétiseurs (2006)
- Gia Ciambetti - chœurs (2006)
- Robbyn Kirmisse - chœurs (2006)
- Stacy Michelle - chœurs (2006)

## Discographie

### Albums studio
- 1969 :  Yer' Album
- 1970 : James Gang Rides Again
- 1971 : Thirds
- 1972 : Passin' Thru
- 1972 : Straight Shooter
- 1973 : Bang
- 1974 : Miami
- 1975 : Newborn
- 1976 : Jesse Come Home

### Album live
- 1971 : James Gang Live in Concert

### Compilations
- 1973 : The Best Of ... featuring Joe Walsh
- 1973 : 16 Greatest Hits
- 1997 : Funk #49